# ايفان دانيليانتس
ايفان دانيليانتس (20 فبراير 1953 بعشق آباد في تركمانستان - ) هو مدرب كرة قدم ولاعب كرة قدم مولدوفي ونمساوي (وحمل سابقاً جنسية الاتحاد السوفيتي) في مركز الدفاع. لعب مع زمبرو تشيسيناو ونادي روستوف ونادي كوبتداغ عشق آباد.

## وصلات خارجية
- ايفان دانيليانتس على موقع قاعدة بيانات كرة القدم.إي يو (الإنجليزية)